# Pogona minor
Pogona minor es una especie de reptil del género Pogona (lagartos barbudos) originarias del Norte, Sur y oeste de Australia, y se les puede encontrar tanto en zonas desérticas como de matorrales. A diferencia de otras especies de su género, Pogona minor es principalmente insectívora. Pueden llegar a alcanzar la longitud de unos 40 cm.